# イテク・エア
イテク・エア（Itek Air, Ltd、ロシア語: ООО Авиакомпания «ИТЕК-ЭЙР»）は、キルギスタンの首都ビシュケク、マナス国際空港をハブ空港に持つ航空会社。 2006年、EU域内乗り入れ禁止航空会社にリストアップされる。
2008年8月24日、イテク・エア保有機、イラン・アーセマーン航空6895便（テヘラン行）は離陸10分後、出発地のマナス国際空港へ緊急着陸を行う際に空港近くで墜落。68名が死亡。22名が生存。

## 航路
2008年1月時点：

### アジア
中央アジア
- キルギスタン
  - ビシュケク (マナス国際空港) ハブ
  - オシ (オシ空港)

東アジア
- 中華人民共和国
  - ウルムチ (ウルムチ地窩堡国際空港)

### ヨーロッパ
- ロシア
  - モスクワ (ドモジェドヴォ空港)

なお，EU域内乗り入れ禁止航空会社であるため，EU域内には就航していない。

## 機体
参照：
- Boeing 737-200：2機
- 登録名
  - EX-127
  - EX-311
  - EX-009：2008年8月24日墜落

## 参照
1. ↑  “Again, All Kyrgyz Airlines Banned from EU”.   ferghana.ru (2008年7月29日). 2008年8月24日閲覧。
2. ↑  “65 dead in Kyrgyz air crash”.  sify.com. 2008年8月25日閲覧。
3. ↑  （ロシア語） Polyot-Sirena Flight schedule
4. ↑  （ロシア語） Itek Air website  Расписание рейсов
5. ↑  “Itek Air”.   ch-aviation.ch. 2008年8月24日閲覧。